# SN 1999dw
SN 1999dw – supernowa typu Ia odkryta 7 września 1999 roku w galaktyce A012252-0016. W momencie odkrycia miała maksymalną jasność 24,10m.